# Церковь Фарерских островов
Церковь Фарерских островов (фар. Fólkakirkjan, дословно — «народная церковь»; дат. Færøernes folkekirke) — государственная лютеранская церковь Фарерских островов, самая маленькая в мире церковь, имеющая государственный статус. Отделилась от Церкви Датского Народа в 2007 году. Прихожанами Церкви Фарерских островов являются 81,4 % населения островов, что составляет около 40 тысяч человек. Возглавляет церковь епископ (в настоящее время — Йегван Фруйрикссон), в ней также служит около 25 священников.

## История
Согласно Саге о фарерцах, острова были крещены в 999 году Сигмундом Брестиссоном по инициативе норвежского короля Олафа Трюггвасона. В результате безуспешного противодействия Транда с Гаты, возглавившего движение за сохранение язычества, Сигмунд погиб в ходе принудительного крещения земляков. Тем не менее, христианство в результате его деятельности стало основной религией островов, и была образована епархия, епископ которой имел резиденцию в Чирчюбёвуре и подчинялся архиепископу в норвежском Нидаросе. В 1540 году власти Дании, которая к тому времени приобрела контроль над островами, выслали с них последнего католического епископа и заставили население принять лютеранство, а вскоре самостоятельная епархия была упразднена и включена в состав Зеландской епархии Церкви Датского Народа (епископ которой имел резиденцию в Копенгагене и назначал настоятеля собора в Торсхавне, фактически возглавлявшего церковную жизнь на островах). Вместе с датской церковью в XVII веке на Фарерах было введено богослужение на датском языке, основанное на реформе, предпринятой епископом Зеландским Еспером Брокманом (выражение фар. Brochmandslestur до сих пор присутствует в речи фарерцев, обозначая некий длинный и скучный текст или речь). Широкую популярность приобрели духовные песнопения Томаса Кинго.
После того, как в 1856 году была отменена монополия Дании на торговлю с Фарерами, на островах началось движение за национальное возрождение. В результате в 1924 году было разрешено пение гимнов и чтение проповедей на фарерском языке, а с 1930 года на него перешли при совершении таинств. В 1961 году вышел первый полный фарерский перевод Библии, подготовленный местными священниками Йоакупом Далем и Кристианом Освальдом Видерё. В 1977 году на островах впервые была посвящена в сан священника женщина. Движение за автономию церкви привело к получению в 1963 году настоятелем кафедрального собора статуса «заместителя епископа», а в 1990 году Фарерские острова стали самостоятельной епархией Церкви Датского Народа.
В 2005 году правительство островов подписало договор с Данией, по которому в рамках расширения полномочий местной власти фарерская церковь становилась независимой, что было официально провозглашено 29 июля 2007 года в день Оулавсёка — национальный праздник островов. При этом официальное название церкви — Народная церковь — идентично официальному названию Церкви Датского Народа на датском языке.

## Структура
Возглавляется епископом (biskop). Состоит из 14 пасторатов (prestagjøld) во главе с пресвитерами (prestar), состоящие из 58 приходов. 